# Tärnaby
Tärnaby è una località (tätort) della Svezia settentrionale, situata nel comune di Storuman nella contea di Västerbotten. Al censimento del 2010 contava 482 abitanti.

## Storia
Sita in un'area tradizionalmente abitata dai Lapponi al confine con la Norvegia, dal 1824 ha costituito il socken di Tärna; nel 1971 è stata inserita nel comune di Storuman. È un'importante stazione sciistica; i primi impianti sono stati aperti nel 1927, ma il decollo della località è avvenuto negli anni 1950. Paese d'origine di diversi campioni dello sci alpino svedesi (da Bengt Fjällberg ad Anja Pärson, da Ingemar Stenmark a Stig Strand), è sede dello sci club Tärna IK Fjällvinden.